# Calle de Jacinto Benavente (Vitoria)
La calle de Jacinto Benavente es una vía pública de la ciudad española de Vitoria.

## Descripción

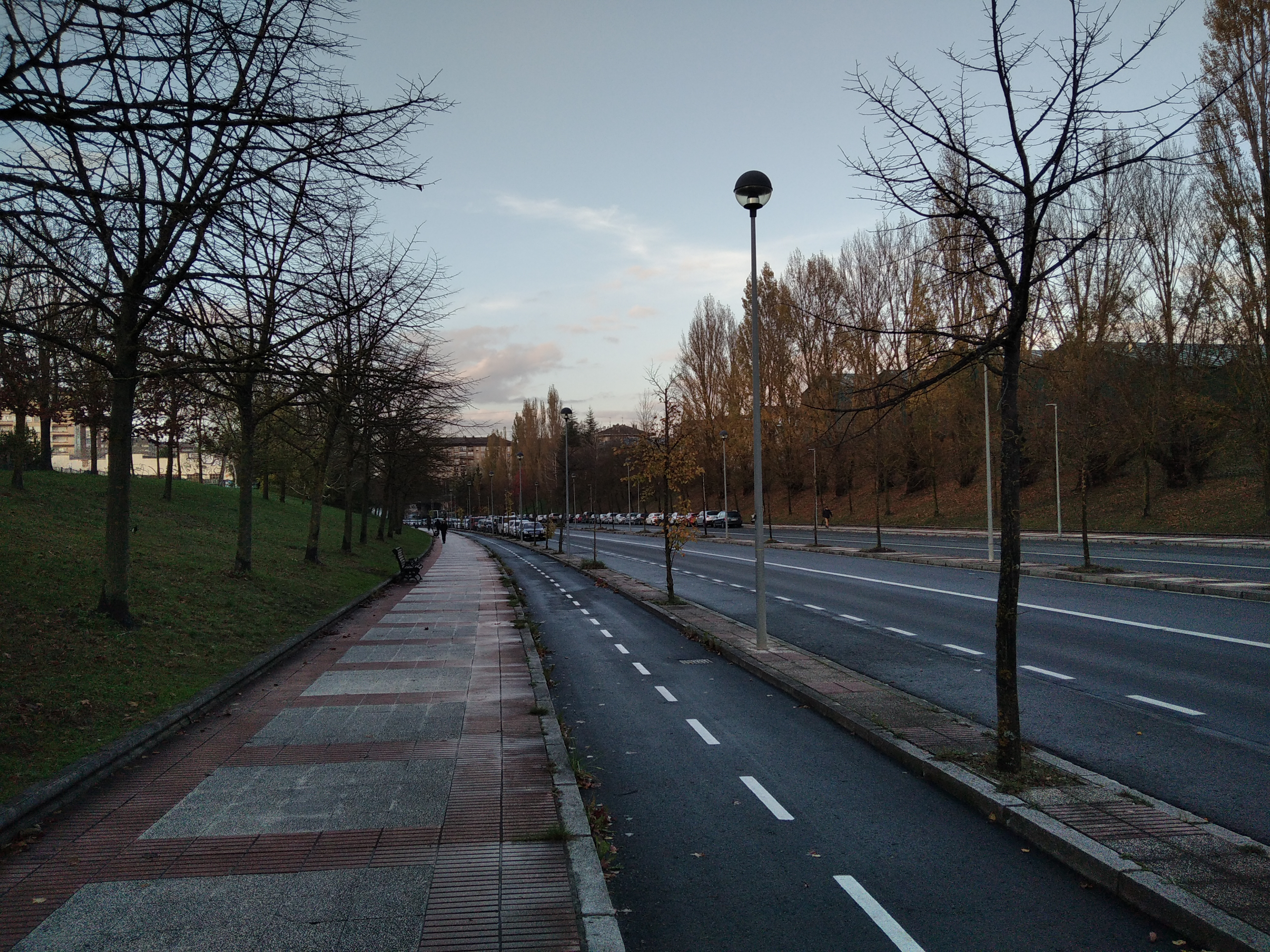
El tramo que conduce a la rotonda de Esmaltaciones, con los carriles exclusivos para el autobús eléctrico

Situada en el barrio de Santa Lucía, la calle se llama así desde que se abrió en 1977. Honra a Jacinto Benavente Martínez (1866-1954), dramaturgo y escritor matritense, autor de obras como La malquerida, Los intereses creados y La ciudad alegre y confiada y ganador del Premio Nobel de Literatura en 1922. La vía parte desde la avenida de Santiago y, tras contorsionarse alrededor de la calle de Madrid, se endereza y continúa hasta la rotonda de Esmaltaciones. Tiene cruces con las calles del Polvorín Viejo, de Ricardo Puga, de Federico Baráibar y de la Florida, y pasa por debajo de las vías del tren. Dan a la calle el colegio de los Escolapios y el de Ángel Ganivet. El último tramo, el que llega hasta Adurza, carece de viviendas. Desde la instalación del Bus Eléctrico Inteligente, está atravesada por un carril exclusivo por el que transita este medio de transporte.